# Штайнгаузен-ан-дер-Роттум
Штайнгаузен-ан-дер-Роттум (нім. Steinhausen an der Rottum) — громада в Німеччині, знаходиться в землі Баден-Вюртемберг. Підпорядковується адміністративному округу Тюбінген. Входить до складу району Біберах.
Площа — 29,88 км2. Населення становить 2179 ос. (станом на 31 грудня 2020).